# Sepedon pacifica
Sepedon pacifica är en tvåvingeart som beskrevs av Cresson 1914. Sepedon pacifica ingår i släktet Sepedon och familjen kärrflugor. Inga underarter finns listade i Catalogue of Life.